# Sọ 5

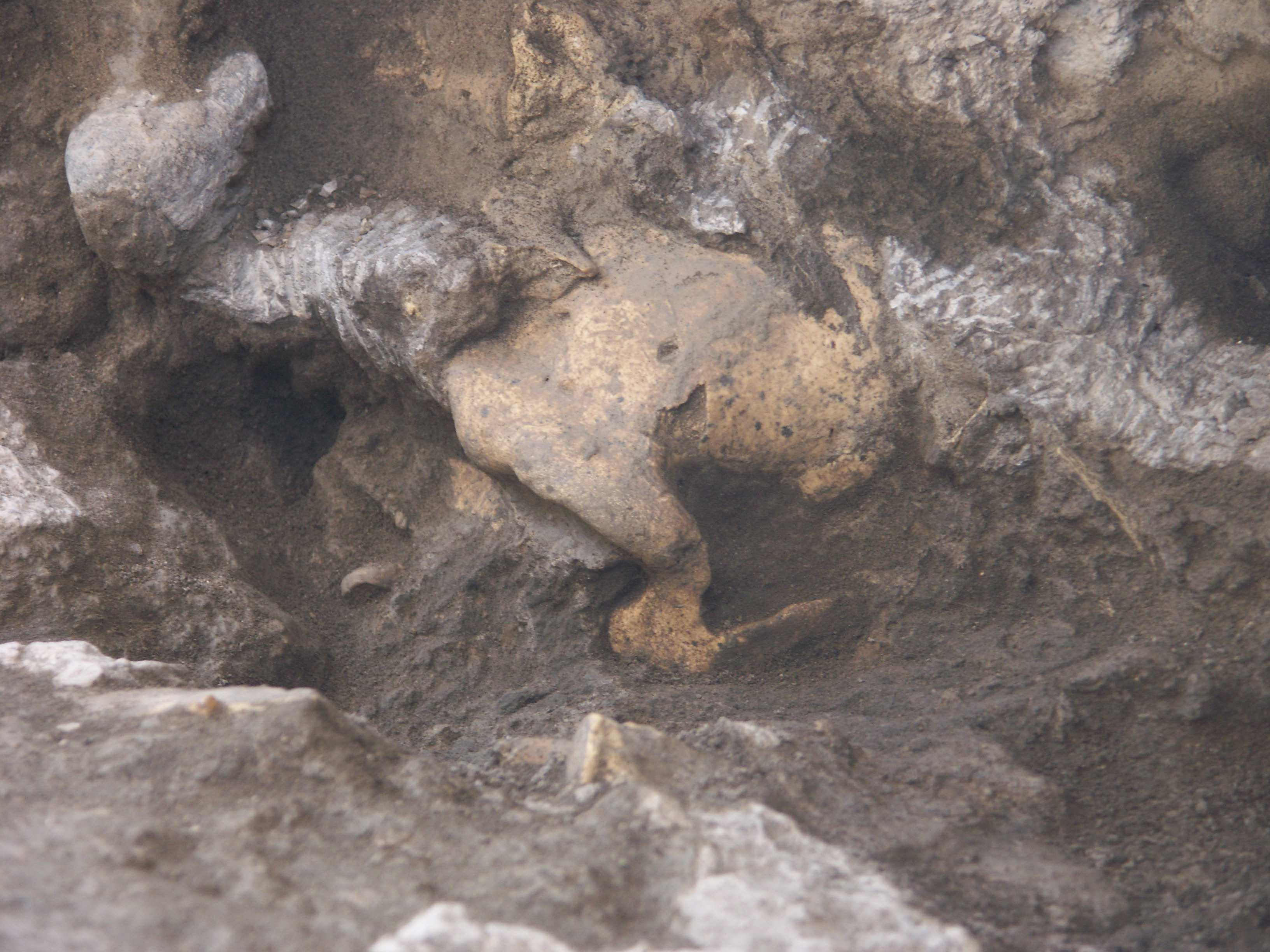
Khai quật sọ 5

Sọ 5 là một chiếc sọ 1,8 triệu năm tuổi được phát hiện tại Gruzia. Khi được phát hiện vào năm 2005 tại thị trấn Dmasini, cách Tbilisi 100 km về phía tây nam, Sọ 5 cũng đã gây xôn xao vì đây là "chiếc sọ còn nguyên vẹn nhất của vượn người nguyên thủy từng được tìm thấy". Đây là sọ một cá thể đực trưởng thành, cao khoảng 1,5 m và có thể đã chết do đánh nhau với một con vật ăn thịt hung hãn nào đó, bằng chứng là phần xương hàm "bị tát rời ra".
Hộp sọ là nguyên nhân của một cuộc tranh cãi cổ sinh vật học vẫn đang tiếp diễn tính đến năm 2017: nhiều hóa thạch hominin được cho là từ các loài khác nhau như Homo rudolfensis hoặc Homo habilis có thể không phải là những loài riêng biệt. Đúng hơn, họ có thể là một dòng dõi tiến hóa duy nhất.

## Khám phá
Vào năm 1991, nhà khoa học người Gruzia David Lordkipanidze đã tìm thấy dấu vết của sự chiếm đóng ban đầu của con người trong hang động tại Dmanisi ở Georgia: một ngôi làng và một địa điểm khảo cổ cách thủ đô Tbilisi của đất nước khoảng 90 km (56 dặm) về phía tây nam. Kể từ đó, năm hộp sọ hominin ban đầu đã được phát hiện tại địa điểm này. Hộp sọ 5, được tìm thấy vào năm 2005, là mẫu vật hoàn chỉnh nhất trong số đó. Sau khi phân tích sâu hơn, nó được kết hợp với thiết bị bắt buộc (D2600) được tìm thấy 5 năm trước đó. Phân tích cuối cùng của khám phá này mất nhiều năm và chỉ được công bố vào năm 2013.